# بيترس همر
بيترس همر (بالفرنسية: Béatrice Hammer)‏ (4 فبراير 1963، باريس في فرنسا)؛ كاتبة للأطفال، مترجمة وروائية فرنسية.